# Bracon jacobsoni
Bracon jacobsoni är en stekelart som beskrevs av Telenga 1936. Bracon jacobsoni ingår i släktet Bracon och familjen bracksteklar. Inga underarter finns listade.